# Diocesi di Campli
La diocesi di Campli (in latino Dioecesis Camplensis) è una sede soppressa e sede titolare della Chiesa cattolica.

## Territorio
La bolla di istituzione della diocesi assegna alla nuova circoscrizione ecclesiastica i borghi (oppida) di Campli, Nocella e Castronovo, con le relative pertinenze (villae), per un totale di 27 località, diciotto delle quali sottratte alla diocesi di Teramo (i distretti di Campli e Castronovo), le altre dalla diocesi di Montalto (il distretto di Nocella). La maggior parte di queste località si trovava nell'odierno territorio comunale di Campli, le altre nei comuni vicini, tra cui Teramo (località Garrano) e Bellante (località Penna).
Sede vescovile era la città di Campli, dove sorgeva la cattedrale dedicata alla Beata Vergine Maria in Platea. Il capitolo della cattedrale era costituito da un arcidiacono e 15 canonici.

## Storia
La città di Ortona e la terra di Campli erano due dei principali possedimenti farnesiani in Abruzzo: Campli (insieme con il ducato di Penne) era stata infeudata da Carlo V ad Alessandro de' Medici in vista del suo matrimonio con la figlia naturale dell'imperatore, madama Margherita d'Austria, che ne era rimasta unica proprietaria nel 1537, dopo la morte di Alessandro; Ortona era stata acquistata nel 1582 da Margherita, che vi si spense nel 1586. Alla morte della duchessa, le due città erano passate al figlio Alessandro, nato dalla sua unione con Ottavio Farnese.
Il 20 ottobre 1570 papa Pio V decise di restaurare l'antica diocesi di Ortona, antica sede vescovile, ed elesse vescovo il messinese Giandomenico Rebiba, nipote del cardinale Scipione: l'11 dicembre 1595 il presule, pur riluttante, venne chiamato a reggere la più prestigiosa diocesi di Catania.
È probabile che la promozione di Rebiba sia stata la prima tappa del lavoro sotterraneo che i Farnese stavano svolgendo ai danni di Ortona: i duchi avevano infatti interesse a ottenere per Campli la dignità di città e l'elevazione a diocesi, nonché la sua unione con Ortona sotto la guida di un unico vescovo: a succedere a Rebiba fu infatti chiamato un uomo legatissimo ai Farnese, il piacentino Alessandro Boccabarile, già cappellano di Margherita d'Austria.
Con la bolla Pro excellenti di papa Clemente VIII del 12 maggio 1600 Campli ottenne il titolo di Città e la sede vescovile e la sua diocesi venne unita aeque principaliter a quella di Ortona. Il territorio della nuova circoscrizione ecclesiastica fu ricavato dalle diocesi di Montalto e di Teramo.
Campli fu resa immediatamente soggetta alla Santa Sede; i suoi vescovi erano dunque suffraganei dei metropoliti di Chieti in quanto vescovi di Ortona, ma dipendenti dal Sommo Pontefice in quanto vescovi di Campli. Undici furono i vescovi di Campli; tra questi si ricordano Giovanni Vespoli-Casanatte (1675-1716), che visitò più volte la diocesi e vi celebrò il sinodo per l'applicazione delle direttive di riforma decise nel concilio di Trento; e Domenico de Dominicis (1766-1791), che ricevette da papa Clemente XIV nel 1772 il permesso di erigere a Campli una Scala Santa con le medesime indulgenze di quella di Roma.
Nella diocesi «erano siti cinque conventi (celestini, fondati nel 1489-1510; minori conventuali, nel 1306; minori osservanti, nel 1449; cappuccini, nel 1579; carmelitani, nel 1604) e un monastero di monache benedettine, nel 1539. Rilevati nel territorio un monte di pietà patrocinato dall'università, e un ospedale dei pellegrini.»
Con l'estinzione della famiglia Farnese (1731) tutti i domini farnesiani passarono al figlio di Elisabetta Farnese e Filippo V di Spagna, don Carlo di Borbone, che nel 1735 divenne anche re di Napoli e Sicilia: vennero così a mancare le ragioni dell'autonomia di Ortona e Campli (ormai parte del demanio regio) e la loro Chiesa, per la perenne esiguità della mensa vescovile, iniziò a decadere. In seguito al concordato stipulato nel 1818 tra papa Pio VII e Ferdinando I di Borbone le diocesi unite di Ortona e Campli furono soppresse in forza della bolla De utiliori del 27 giugno: Ortona e il suo distretto vennero accorpati all'arcidiocesi di Lanciano, mentre Campli e il suo territorio vennero uniti alla diocesi di Teramo.
Dal 1968 Campli è annoverata tra le sedi vescovili titolari della Chiesa cattolica; dal 21 novembre 2024 il vescovo titolare è Renato Tarantelli Baccari, vescovo ausiliare e vicegerente della diocesi di Roma, e vicario generale di Ostia.

## Cronotassi

### Vescovi
- Sede unita a Ortona (1600-1818)

### Vescovi titolari
- Giuseppe Martinoli † (30 luglio 1968 - 8 marzo 1971 nominato vescovo di Lugano)
- Celso Pereira de Almeida, O.P. † (31 gennaio 1972 - 5 maggio 1976 succeduto vescovo di Porto Nacional)
- Luigi del Gallo Roccagiovine † (20 dicembre 1982 - 12 maggio 2011 deceduto)
- Denis Grondin (12 dicembre 2011 - 4 maggio 2015 nominato arcivescovo di Rimouski)
- Benedict Hee-song Son (14 luglio 2015 - 13 marzo 2024 nominato vescovo di Uijongbu)
- Renato Tarantelli Baccari, dal 21 novembre 2024